# Johann Christian Bacmeister
Johann Christian Bacmeister (* 26. Oktober 1662 in Celle; † 21. April 1717 ebenda) war ein deutscher Rechtswissenschaftler und Kanzleidirektor von Celle.

## Leben und Wirken
Bacmeister war der Sohn des Hof- und Kanzleirates Georg Michael Bacmeister (1625–1678) und der Ilse Dorothea Engelbrecht (1642–1706) sowie Urenkel des Hofpredigers Lucas Bacmeister des Älteren Sein jüngerer Bruder war der Generalsuperintendent der Generaldiözese Bremen-Verden Lucas Bacmeister.
Der Nachkomme der Theologen- und Juristenfamilie Bacmeister studierte nach seiner Schulzeit in Osterode am Harz und Bremen ab 1681 Rechtswissenschaften zunächst an der Universität Jena und wechselte 1685 zur Universität Tübingen, wo bereits sein Vetter, der amtierende Advokat des Herzogtum Württembergs und spätere württembergische Reichshofrat Johann von Bacmeister, immatrikuliert war. Hier promovierte Johann Christian im Jahr 1686 mit seiner Dissertation De iudicio diffamatorio und wurde anschließend als Respondent an der Universität sowie als Advokat am Landgericht Tübingen übernommen.
Wenige Jahre später unternahm Bacmeister eine Studienreise durch Frankreich und die Niederlande. Nach seiner Rückkehr nach Deutschland übernahm er eine Stelle als Hofmeister zunächst an der Universität Frankfurt an der Oder sowie anschließend an der Universität Helmstedt.
Hier wurde der Herzog von Braunschweig-Lüneburg Georg Wilhelm auf Bacmeister aufmerksam und berief ihn in die Hofkanzlei von Celle, wo bereits Bacmeisters Vater als Hof- und Kanzleirat gewirkt hatte. Nach dem Tod des Herzogs im Jahr 1705 und der damit einhergegangenen Vereinigung des Fürstentum Lüneburg mit dem Kurfürstentum Braunschweig-Lüneburg wurde Bacmeister von dessen Nachfolger und späterem König von Großbritannien Georg Ludwig zum ersten Kanzleidirektor von Celle nach der Zusammenlegung ernannt und zum Hofrat befördert. Im Rahmen dieser Tätigkeit war er maßgeblich an der Neuausrichtung Celles zur Beamten- und Juristenstadt sowie an dem Aufbau der neuen Verwaltungsstrukturen, des Appellationsgerichtes und anderer öffentlicher Einrichtungen beteiligt, die sich im Zuge der Vereinigung als Ausgleich für den Verlust des Status als Residenzstadt ergeben hatten.
Seit dieser Zeit standen immer wieder Mitglieder und Nachkommen seiner Familie als Hof-, Kanzlei- oder Appellationsräte im Dienste des Herzogtums, dienten später in der King’s German Legion oder wurden sogar Minister.

## Familie
Johann Christian Bacmeister war verheiratet mit Hedwig Elisabeth Nolbeck (1678–1720), die ihm acht Kinder gebar. Eine Tochter war Dorothea Sophie Charlotte Bacmeister, die sich mit dem Kanzleidirektor Johann Friedrich von Borries vermählte.
Einer seiner Enkel war der Historiker Johann Vollrath Bacmeister, einer seiner Urenkel der Diplomat Basilius von Ramdohr. Zu seinen weiteren Nachkommen zählen unter anderem der spätere Hannoversche Minister Georg Heinrich Bacmeister, dessen Enkel und Lungenfacharzt Adolf Bacmeister sowie Charlotte Luise Bacmeister (1780–1845), die den Kirchenrechtsgelehrten und Jakobiner Georg Wilhelm Böhmer heiratete.

## Werke (Auswahl)
- Positiones Inaugurales De Iudicio Diffamatorio, Tubingae : Reisius, 1686